# Steal This Film
Steal This Film est une série de films documentant le mouvement contre la propriété intellectuelle. La première partie, produite en Suède et sortie en 2006, tient compte d'acteurs de la culture suédoise du piratage tels The Pirate Bay, Parti pirate suédois et Piratbyrån.